# Lågören
Lågören is een van de eilanden van de Lule-archipel. Lågören ligt ten noordoosten van Hindersön, heeft geen oeververbinding en hoort bij Zweden. Er is geen bebouwing.